# Ausztrália (kontinens)

A geológiai értelemben vett kontinenseket meghatározó tektonikus lemezek elhelyezkedése

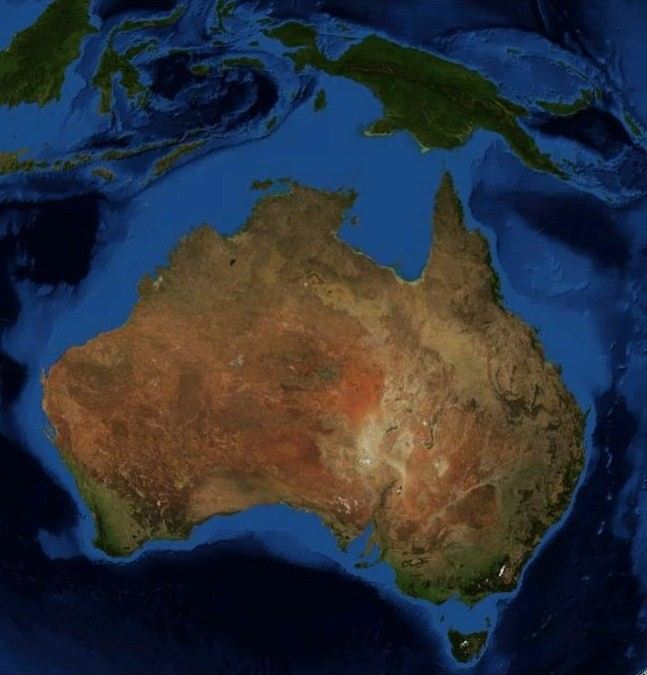
A selfterületek világoskékje jól kirajzolja Ausztrália kontinentális lemezét. Keletre egy törésvonal választja el az új-zélandi mikrokontinenst, ami Ausztráliától különült el.

Ausztráliának, a Magyarországtól a legtávolabb elhelyezkedő kontinensnek a többi szárazfölddel összehasonlítva sok természet-, sőt társadalom-földrajzi szempontból egyedülálló tulajdonsága van:
- a legkisebb területű kontinens;
- a legalacsonyabb kontinens, mert legkiemelkedőbb pontja is csak 2228 m magas, míg bármelyik más szárazföldön jelentősen 4000 m fölé emelkedő hegyek vannak (ugyanakkor alacsony, de hatalmas fennsíkjai miatt átlagos magassága meghaladja Európáét);
- a legidősebb kontinens, mert területének több mint kétharmada ősföld (ahol a felszínen vagy a medencék aljzatában prekambriumi kőzetek vannak), és a legfiatalabb hegysége is az európai variszkuszi-hegységrendszerrel egyidős;
- a legszárazabb kontinens, mert több mint egyharmada sivatag, ill. félsivatag, és felén 300 mm-nél kevesebb az évi csapadék;
- a legnagyobb az aránya a lefolyástalan területeknek a kontinensek között, területének csaknem feléről (48,5%) a vizek nem érik el a tengereket;
- legsajátosabb az állat- és növényvilága, mert több mint 100 millió évvel ezelőtt elszakadva a többi kontinenstől - vagyis a törzsfejlődés fő vonalától - konzerválódtak és specializálódtak az ősi formák;
- az egyetlen szárazföld, amelyen jelenleg nincs jéggel borított terület;
- a hagyományos európai-észak-amerikai gazdasági-társadalmi központoktól nézve a legtávolabbi kontinens, és teljes egészében a déli féltekén helyezkedik el;
- az európaiak által a legutoljára felfedezett és betelepített kontinens a lakott világ szárazföldjei közül.

## Elnevezése
Neve a középkorban feltételezett hatalmas déli kontinens, a Terra Australis (latin nyelven: Déli Föld) nevéből ered, ez a kontinens azonban jóval kisebb annál, mint amekkorának a középkorban Terra Australist tartották.

## Meghatározásai
Ausztráliának mint kontinensnek több különböző földrajzi meghatározása is létezik. Legszűkebb értelemben az ausztráliai szárazföldre korlátozódik, Tasmania és a környező szigetek nélkül. Leginkább bevett meghatározása egybeesik a rajta elterülő állam területével, tehát Tasmaniával és néhány más kisebb szigettel együtt értendő. A legszélesebb meghatározás geológiai jellegű, és azon alapszik, hogy Ausztrália közös kontinentális talapzaton fekszik Új-Guineával.

## Földrajz, geológia, geopolitika
Geológiai értelemben tehát Ausztrália nem önálló kontinens, hanem a Nagy-Ausztráliának vagy Szahulnak nevezett összefüggő kontinentális kéreg része, amely magába foglalja Új-Guinea, Tasmania és az ezeket összekötő kontinentális talapzat területeit is. Ezen területek a földtörténet során bekövetkező tengerszintcsökkenések miatt többször egyetlen összefüggő szárazfölddé váltak (regresszió), a tengerszint-emelkedések ezzel szemben többször is a selfterületek tengervízi elöntését (transzgresszió) eredményezték.
Lemeztektonikai szempontból az ausztrál kontinens az Ausztrál–Indiai-lemezen helyezkedik el. Ősisége miatt a földtörténeti korok során valamennyi szuperkontinens része volt. A mai Ausztráliának megfelelő terület középpontja 800 millió évvel ezelőtt még az Egyenlítőtől északra helyezkedett el és 400 millió évvel ezelőttig nagyjából arrafelé is tartózkodott, hol kissé az Egyenlítőtől délre, hol attól északra. 400 millió évvel ezelőtt „rohamosan” dél felé mozdult el és mintegy 260 millió évvel ezelőtt megközelítette a déli szélesség 80. fokát. A kréta kor vége felé, 100 millió évvel ezelőtt a mai Ausztrália elszakadt az addig vele egységben mozgó Antarktisztól, és e két kontinens fokozatosan elfoglalta mai helyét.
Geopolitikai értelemben gyakran Ausztráliához sorolják (Új-Guineán kívül) teljes Új-Zélandot és Óceánia szigetországait is. Ezt a régiót általában a Ausztrália és Óceánia szókapcsolattal jelölik. Ez azonban nem nevezhető kontinensnek, mivel Új-Zéland délkeleti része az Ausztráliától független, Zélandia nevű kontinentális kérgen, a csendes-óceáni szigetvilág pedig a teljes egészében óceáni kéreg által alkotott Csendes-óceáni-lemezen helyezkedik el.

## Éghajlat
Ausztrália a legszárazabb kontinens, területének egyharmada sivatag vagy félsivatag, csak a szárazföld keleti pereme jut jelentősebb csapadékhoz a passzátszelek révén. A trópusi és szubtrópusi éghajlattípusok mindegyike megtalálható a területén, az esőerdők azonban csak Queensland keleti partvidékén, kis területen jelennek meg. Északon a nyári esők által öntözött szavanna, délebbre a száraz szavanna éghajlata; a kontinens közepén és nyugaton zonális sivatagi éghajlat, délen pedig szubtrópusi sztyepp éghajlat alakult ki. A keleti peremvidéken monszunhatás által befolyásolt csapadékos nyarú szubtrópusi, míg a délnyugati és déli területeken meleg nyarú mediterrán éghajlat uralkodik. A kontinens legdélibb részén és Tasmaniában enyhe telű óceáni éghajlat érvényesül. Ausztrália az egyetlen kontinens, ahol nem található állandó jéggel fedett terület.

## Élővilága

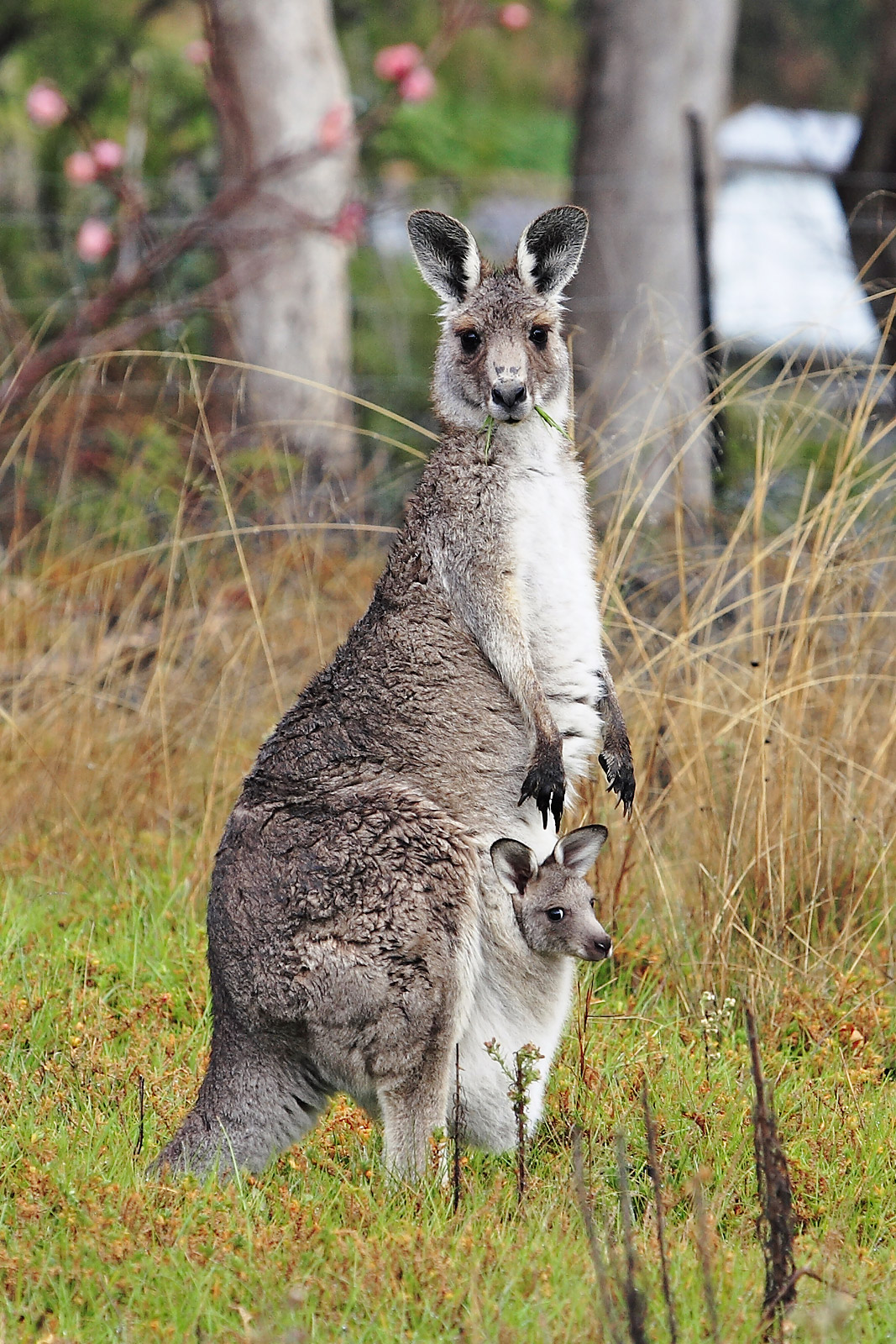
A kenguruk a földrész jellegzetes állatai, az erszényesek (Marsupialia) alosztályágába tartozik, aminek fajai – az oposszumokat (Didelphimorphia) kivéve – csak Ausztráliában találhatóak meg

Ausztráliát sokan az „állatok rejtekének”, és „az élő kövületek kontinensének” nevezik. Valóban sok olyan állatcsoport él itt, amely más földrészeken évmilliókkal ezelőtt kihalt. Ausztrália korán elszakadt a többi kontinenstől, így állatvilága a világ más részeitől elszigetelten fejlődött. Legkülönlegesebb állatai a tojásrakó emlősök: a kacsacsőrű emlős és a hangyászsünfélék. Ausztráliában él az erszényesek legnagyobb része. Közülük a kengurufélék a legismertebbek. A legkisebb patkányméretű, a legnagyobb, az óriáskenguru eléri a két métert is. A kontinens madárvilága gazdag és különleges. Nevezetes az emu és a sisakos kazuár. A lantfarkúmadár színpompás tollazatával tűnik ki. Az itt élő állatfajok 80%-a csak ezen a kontinensen található meg.

## Benépesítése
Az őslakosok 48–42 ezer évvel ezelőtt érkeztek a kontinensre. A 18. század végétől Anglia köztörvényes bűnözőket és politikai foglyokat telepített ide. Később szívesen fogadták az önkéntes betelepülőket, de leginkább csak a magasabb műveltségű, fehér rasszhoz tartozók bevándorlását támogatják.

## Ausztrália országai
Ausztrália és Tasmania egészét egyetlen ország, az Ausztrál Államszövetség foglalja el. A geológiai értelemben vett Nagy-Ausztráliához tartozó Új-Guinea területén Indonézia és Pápua Új-Guinea osztozik. 
Ausztrália legnépesebb városai Sydney és Melbourne, fővárosa Canberra.